# Edam (ost)
Edam, Eidammer eller Ejdammer (nederlandsk: Edammer) er en hollandsk ost, som oprindeligt blev lavet i og omkring byen Edam i Holland. Det er en fast, mild komælksost med relativt lavt fedtindhold. Traditionelt er osten kugleformet med rødt vokslag af paraffin. Edam er ikke en beskyttet oprindelsesbetegnelse, og der produceres og sælges Edam-ost mange steder i verden. En dansk ejdammerost er molboost, eller blot molbo.